# Brachydontium flexisetum
Brachydontium flexisetum är en bladmossart som beskrevs av Jean Édouard Gabriel Narcisse Paris 1904. Brachydontium flexisetum ingår i släktet dimmossor, och familjen Seligeriaceae. Inga underarter finns listade i Catalogue of Life.